# Stredný tok Hrona
Stredný tok Hrona este o arie protejată (arie specială de conservare — SAC, sit de importanță comunitară — SCI) din Slovacia întinsă pe o suprafață de 324,81 ha, integral pe uscat.

## Localizare
Centrul sitului Stredný tok Hrona este situat la coordonatele 48°28′11″N 18°42′20″E / 48.469753°N 18.705583°E.

## Înființare
Situl Stredný tok Hrona a fost declarat sit de importanță comunitară în septembrie 2015 pentru a proteja 7 specii de animale. Situl a fost protejat și ca arie specială de conservare în octombrie 2017.

## Biodiversitate
Situată în ecoregiunea alpină, aria protejată conține 1 habitat natural: Păduri aluvionare cu Alnus glutinosa și Fraxinus excelsior (Alno-Padion, Alnion incanae, Salicion albae).
La baza desemnării sitului se află mai multe specii protejate:
- păsări (2): egretă albă (Egretta alba), corcodel mare (Podiceps cristatus)
- pești (5): Barbus meridionalis, lostriță (Hucho hucho), boarță (Rhodeus sericeus amarus), Romanogobio albipinnatus, porcușor de nisip (Romanogobio kesslerii)

Pe lângă speciile protejate, pe teritoriul sitului au mai fost identificate 1 specie de plante, 6 specii de amfibieni, 1 specie de nevertebrate, 2 specii de pești, 2 specii de reptile.